# Alberto Blanco Fernández
Alberto Blanco Fernández   (17 de febrer de 1950) és un aixecador cubà, ja retirat, que va competir durant les dècades de 1970 i 1980.
El 1976 va prendre part en els Jocs Olímpics d'Estiu de Mont-real, on fou sisè en la categoria del pes semipesant del programa d'halterofília. Quatre anys més tard, als Jocs de Moscou, va guanyar la medalla de bronze en la categoria del pes tres-quarts pesant del programa d'halterofília.
En el seu palmarès també destaquen tres medalles de bronze al Campionat del món d'halterofília, el 1977, 1979 i 1980, una d'or i una de plata als Jocs Panamericans de 1979 i 1975 respectivament.